# RVNS Ngọc Hồi (HQ-12)

RVNS Ngọc Hồi (HQ-12) là một tàu tuần tra thuộc lớp PCE-842 do Hoa Kỳ chế tạo và chuyển giao cho Hải quân Việt Nam Cộng hòa vào năm 1955. Nguyên là tàu USS PCE-884 thuộc Hải quân Hoa Kỳ, tàu được đổi tên thành Ngọc Hồi khi gia nhập lực lượng hải quân Việt Nam Cộng hòa, và được đặt theo tên trận Ngọc Hồi - Đống Đa nổi tiếng thời vua Quang Trung.

## Lịch sử hoạt động
Tàu nguyên thủy được chế tạo tại xưởng Pullman-Standard Car Company ở Chicago, Illinois và hạ thủy năm 1943. Sau khi phục vụ trong Chiến tranh thế giới thứ hai, tàu được đưa vào lực lượng dự bị của Hoa Kỳ.
Năm 1955, trong chương trình hỗ trợ quân sự, Hoa Kỳ chuyển giao tàu cho Việt Nam Cộng hòa. Tàu được đặt tên là Ngọc Hồi (HQ-12) và tham gia vào các hoạt động tuần tra ven biển, chống xâm nhập và yểm trợ hải vận.
Sau sự kiện 30 tháng 4 năm 1975, HQ-12 cùng với một số tàu khác của Hải quân VNCH di tản đến Subic Bay, Philippines. Sau đó, chính phủ Philippines tiếp nhận con tàu, đổi tên thành BRP Miguel Malvar (PS-19) và đưa vào biên chế Hải quân Philippines.
Tàu phục vụ lâu dài trong Hải quân Philippines, từng tham gia nhiều nhiệm vụ tuần tra và cứu hộ. Tàu chính thức ngưng hoạt động và bị tháo dỡ vào năm 2021 sau gần 80 năm phục vụ dưới ba màu cờ khác nhau.

## Thông số kỹ thuật (khi hoạt động trong Hải quân VNCH)
- Dài:** 56,3 m
- Rộng:** 10 m
- Mớn nước:** 4,3 m
- Lượng giãn nước:** 914 tấn
- Động cơ:** 2 động cơ diesel General Motors 12-278A
- Tốc độ tối đa:** 15 knot
- Thủy thủ đoàn:** khoảng 99 người
- Vũ khí:**
- 1 x pháo 76 mm (3 inch)
- 3 x pháo 40 mm AA
- 8 x pháo 20 mm AA
- 1 x súng cối chống ngầm Hedgehog
- 8 x ống phóng ngư lôi 533 mm
- 2 x ray thả bom sâu

## Di sản
Tàu Ngọc Hồi (HQ-12) là một trong những biểu tượng về sự hợp tác quân sự Việt-Mỹ thời kỳ Chiến tranh Lạnh. Sau năm 1975, hành trình tiếp tục phục vụ trong Hải quân Philippines khiến con tàu trở thành một trong những chiến hạm có thời gian hoạt động lâu dài nhất thế giới.
Lực lượng vũ trang Philippines (AFP) sẽ sử dụng tàu BRP Miguel Malvar (PS19) đã ngừng hoạt động làm mục tiêu bằng cách sử dụng hệ thống tên lửa từ cả Philippines và Hoa Kỳ trong cuộc tập trận tấn công trên biển thuộc khuôn khổ Cuộc tập trận Balikatan tại San Antonio, Zambales vào thứ Hai, ngày 5 tháng 5.